# Stagni della Vela - Soprasasso
Stagni della Vela - Soprasasso este o arie protejată (arie specială de conservare — SAC, sit de importanță comunitară — SCI) din Italia întinsă pe o suprafață de 87 ha, integral pe uscat.

## Localizare
Centrul sitului Stagni della Vela - Soprasasso este situat la coordonatele 46°05′29″N 11°05′25″E / 46.091424°N 11.090332°E.

## Înființare
Situl Stagni della Vela - Soprasasso a fost declarat sit de importanță comunitară în iunie 1995 pentru a proteja 16 specii de animale. Situl a fost protejat și ca arie specială de conservare în martie 2014.

## Biodiversitate
Situată în ecoregiunea alpină, aria protejată conține 7 habitate naturale: Mlaștini calcaroase cu Cladium mariscus și specii de Caricion davallianae, Ape puternic oligomezotrofe cu vegetație bentonică cu Chara spp., Păduri pe pante, grohotișuri și ravene de Tilio-Acerion, Păduri aluvionare cu Alnus glutinosa și Fraxinus excelsior (Alno-Padion, Alnion incanae, Salicion albae), Pante stâncoase calcaroase cu vegetație casmofită, Izvoare petrifiante cu formare de travertin (Cratoneurion), Păduri de fag Asperulo-Fagetum.
La baza desemnării sitului se află mai multe specii protejate:
- păsări (13): potârnichea de stâncă (Alectoris graeca saxatilis), buha (Bubo bubo), caprimulg (Caprimulgus europaeus), erete de stuf (Circus aeruginosus), lăstun de casă (Delichon urbicum), șoim călător (Falco peregrinus), privighetoare (Luscinia megarhynchos), gaia neagră (Milvus migrans), mierlă de piatră (Monticola saxatilis), mierlă albastră (Monticola solitarius), viespar (Pernis apivorus), pitulice de munte (Phylloscopus bonelli), Tachymarptis melba
- amfibieni (1): izvoraș-cu-burta-galbenă (Bombina variegata)
- mamifere (1): liliacul mare cu potcoavă (Rhinolophus ferrumequinum)
- nevertebrate (1): fluturele purpuriu (Lycaena dispar)

Pe lângă speciile protejate, pe teritoriul sitului au mai fost identificate 9 specii de plante, 5 specii de amfibieni, 6 specii de mamifere, 1 specie de nevertebrate, 6 specii de reptile.